# Кароліна-Біч (Північна Кароліна)
Кароліна-Біч (англ. Carolina Beach) — місто (англ. town) в США, в окрузі Нью-Гановер штату Північна Кароліна. Населення — 6564 особи (2020).

## Географія
Кароліна-Біч розташована за координатами 34°2′27″ пн. ш. 77°53′55″ зх. д. / 34.04083° пн. ш. 77.89861° зх. д. (34.040759, -77.898619).  За даними Бюро перепису населення США в 2010 році місто мало площу 7,13 км², з яких 6,38 км² — суходіл та 0,74 км² — водойми.

## Демографія
Згідно з переписом 2010 року, у місті мешкало 5706 осіб у 2687 домогосподарствах у складі 1485 родин. Густота населення становила 801 особа/км².  Було 5626 помешкань (790/км²).
Расовий склад населення:
| - 96,1 % — білих - 0,7 % — корінних американців - 0,7 % — чорних або афроамериканців - 0,4 % — азіатів - 0,1 % — вихідців з тихоокеанських островів |

До двох чи більше рас належало 1,4 %. Частка іспаномовних становила 1,6 % від усіх жителів.
За віковим діапазоном населення розподілялося таким чином: 16,3 % — особи молодші 18 років, 70,5 % — особи у віці 18—64 років, 13,2 % — особи у віці 65 років та старші. Медіана віку мешканця становила 43,9 року. На 100 осіб жіночої статі у місті припадало 102,5 чоловіків;  на 100 жінок у віці від 18 років та старших — 100,2 чоловіків також старших 18 років.
Середній дохід на одне домашнє господарство  становив 85 611 долар США (медіана — 60 057), а середній дохід на одну сім'ю — 104 559 доларів (медіана — 88 704). Медіана доходів становила 60 158 доларів для чоловіків та 33 443 долари для жінок. За межею бідності перебувало 12,4 % осіб, у тому числі 13,4 % дітей у віці до 18 років та 3,6 % осіб у віці 65 років та старших.
Цивільне працевлаштоване населення становило 3011 осіб. Основні галузі зайнятості: освіта, охорона здоров'я та соціальна допомога — 20,1 %, мистецтво, розваги та відпочинок — 13,6 %, роздрібна торгівля — 11,3 %, науковці, спеціалісти, менеджери — 10,4 %.